# Le Bal des fantômes
Pour plus de détails, voir Fiche technique et Distribution.
Le Bal des fantômes (Ghost Fever) est un film américain réalisé par Lee Madden, sorti en 1986.

## Synopsis
Buford et Benny sont deux policiers du comté de Greendale en Géorgie. Ils doivent remettre un avis d'expulsion sur un plantation historique. Deux fantômes, Andrew Lee l'ancien propriétaire, et Jethro, un ancien esclave, décident d'empêcher la saisie de la maison.

## Fiche technique
- Titre original : Ghost Fever
- Titre français : Le Bal des fantômes
- Réalisation : Lee Madden (sous le nom d'Alan Smithee)
- Scénario : Oscar Brodney
- Musique : James Hart
- Montage : James Ruxin et Earl Watson
- Production : Edward Coe, Poemandres Rich et Ron Rich
- Société de production : Infinite Productions
- Société de distribution : Miramax (États-Unis)
- Pays :  États-Unis et  Mexique
- Genre : Comédie horrifique et fantastique
- Durée : 86 minutes
- Dates de sortie : 
  - Royaume-Uni : 12 décembre 1986 (vidéo)
  - États-Unis : 27 mars 1987

## Distribution
- Sherman Hemsley : Buford / Jethro
- Luis Avalos : Benny
- Jennifer Rhodes : Madame St. Esprit
- Deborah Benson : Linda
- Diana Brookes : Lisa
- Myron Healey : Andrew Lee
- Joe Frazier : Terrible Tucker
- Pepper Martin : le shérif Clay

## Accueil
Le film a reçu la note de 1/5 sur AllMovie.